# Oberweißbach/Thüringer Wald
Oberweißbach/Thüringer Wald (ufficialmente: Oberweißbach/Thür. Wald) è una frazione della città tedesca di Schwarzatal.

## Storia
Il 1º gennaio 2019 la città di Oberweißbach/Thüringer Wald venne fusa con i comuni di Meuselbach-Schwarzmühle e Mellenbach-Glasbach, formando la nuova città di Schwarzatal. Il 1º gennaio 2008 aveva incorporato l'ex comune di Lichtenhain/Bergbahn.